# Lettische Eishockeyliga
Die Lettische Eishockeyliga (Latvijas Atklātais čempionāts, Latvijas Hokeja Līga) ist die höchste Spielklasse im Eishockey in Lettland. Zwischen 2006 und 2009 trug die Liga zusätzlich den Namen Samsung Premjerlīga entsprechend dem Hauptsponsor Samsung. Zwischen 2003 und 2012 spielte in der obersten lettischen Liga auch eine Mannschaft aus Litauen und in der Saison 2007/08 eine Mannschaft aus Estland.

## Teilnehmer der Saison 2017/18
- HK Kurbads
- HK Liepāja
- HK Mogo
- HS Prizma Riga
- HS Riga
- HK Zemgale

## Bisherige Meister
→ siehe Lettischer Meister (Eishockey)